# 宽龙属
宽龙（属名：Eurysaurus，意为“宽的蜥蜴”）是蛇颈龙目已灭绝的一个属，最初被归入幻龙目，生存于早侏罗世的法国埃什诺拉梅利讷，命名于1878年。正模材料由一个颅骨、牙齿和五节椎骨组成，现已遗失。模式种是瑞氏宽龙（E. raincourti），第二个种沙氏宽龙（E. schafferi）命名于1924年，但后来被归入无关属德国龙属。

## 历史
正模标本由阿尔伯特·戈德里于1878年首次描述，现已遗失。一项主要基于诺埃（2001年）正模材料插图的研究将宽龙视为疑名，可能与上龙亚目的扁鼻强龙是相同属。然而鉴于两者存在地层差异，宽龙也有可能是一个独立属。

## 分类
戈德里最初于1878年将宽龙归入幻龙目。诺埃则于2001年将其重新分类为一种疑似属于上龙亚目的蛇颈龙类。